# Mucuna nigricans
Mucuna nigricans är en ärtväxtart som först beskrevs av João de Loureiro, och fick sitt nu gällande namn av Ernst Gottlieb von Steudel. Mucuna nigricans ingår i släktet Mucuna och familjen ärtväxter. Inga underarter finns listade i Catalogue of Life.